# 차드 대통령
차드의 대통령(프랑스어: présidents du Tchad)은 차드의 국가 원수이다. 1996년 7월 2일 국민투표에 의하여 임기 6년 중임제의 대통령중심제 공화국으로 하는 헌법이 제정되었다. 2005년 헌법 개정으로 3선 이상 연임을 금지하는 대통령 임기 제한이 폐지되었다.

## 차드의 대통령 목록
| 임기                               | 이름                                      | 출신 및 소속 정당 | 비고 |
| ---------------------------------- | ----------------------------------------- | ----------------- | --- |
| 차드 공화국 (République du Tchad)  |                                           |                   | |
| 1960년 8월 11일 ~ 1962년 4월 23일  | 프랑수아 톰발바예, 국가 원수              | PPT               | |
| 1962년 4월 23일 ~ 1973년 8월 30일  | 은가르타 톰발바예, 대통령                 | PPT               | 프랑수아 톰발바예, '은가르타 톰발바예'로 개명. 1969년 재선.                                                                                      |
| 1973년 8월 30일 ~ 1975년 4월 13일  | 은가르타 톰발바예, 대통령                 | MNRCS             | (cont'd.); Previously named François Tombalbaye; Died in office                                                                                  |
| 1975년 4월 13일 ~ 1975년 4월 15일  | 노엘 오딩가르, 국가 원수 권한 대행        | Mil               | |
| 1975년 4월 15일 ~ 1975년 5월 12일  | 펠릭스 말룸, 최고군사위원회 의장          | Mil               | |
| 1975년 5월 12일 ~ 1978년 8월 29일  | 펠릭스 말룸, 국가 원수                    | Mil               | |
| 1978년 8월 29일 ~ 1979년 3월 23일  | 펠릭스 말룸, 대통령                       | Mil               | |
| 1979년 3월 23일 ~ 1979년 4월 29일  | 구쿠니 웨데이, 국가과도위원회 의장        | FROLINAT-FAP      | 1st Term |
| 1979년 4월 29일 ~ 1979년 9월 3일   | 롤 마하마트 추아, 국민통합과도정부 의장   | MPLT              | |
| 1979년 9월 3일 ~ 1979년 11월 10일  | 구쿠니 웨데이, 과도행정위원회 의장        | FROLINAT-FAP      | 2nd Term |
| 1979년 11월 10일 ~1982년 6월 7일   | 구쿠니 웨데이, 국민통합과도정부 의장      | FROLINAT-FAP      | 2nd Term |
| 1982년 6월 7일 ~ 1982년 6월 19일   | 이센 아브레, 북군지휘위원회 의장          | FAN               | |
| 1982년 6월 19일 ~ 1982년 10월 21일 | 이센 아브레, 국가위원회 의장              | FAN               | |
| 1982년 10월 21일 ~ 1984년          | 이센 아브레, 대통령                       | FAN               | |
| 1984년 ~ 1990년 12월 2일           | 이센 아브레, 대통령                       | UNIR              | (cont'd.), 1989년 재선. |
| 1990년 12월 2일 ~ 1990년 12월 4일  | 이드리스 데비 중장, 애국구제운동 의장     | MPS               | |
| 1990년 12월 4일 ~ 1991년 12월 4일  | 이드리스 데비 중장 , 국가 원수            | MPS               | |
| 1991년 12월 4일 ~ 2021년 4월 21일  | 이드리스 데비 원수, 대통령                | MPS               | 1996년 7월 2일, 2001년 5월 20일, 2006년 5월 3일, 2011년 4월 25일, 2016년 4월 10일에 6선 재선, 2021년 4월 21일 반군에게 총살당해 사망, 향년 69세. |
| 2024년 5월 23일 ~                  | 마하마트 이븐 이드리스 데비 이트노 대통령 | TMC               | 2021년 4월 21일 반군에 의한 아버지의 암살로 권력 승계, 차드의 대통령.                                                                            |

## 같이 보기
- 차드의 총리
- 차드의 식민지 수장